# Liste des gouverneurs de l'Oregon
Liste des gouverneurs de l'Oregon :

## Gouverneurs du territoire de l'Oregon (1848-1859)
| No | Nom                | Affiliation politique | Affiliation politique | Mandat    | Nommé par       |
| -- | ------------------ | --------------------- | --------------------- | --------- | --------------- |
| 1  | Joseph Lane        |                       | Démocrate             | 1848–1850 | James K. Polk   |
| 2  | Kintzing Prichette |                       | Démocrate             | 1850      | Intérim         |
| 3  | John P. Gaines     |                       | Whig                  | 1850–1853 | Zachary Taylor  |
| 4  | Joseph Lane        |                       | Démocrate             | 1853      | Intérim         |
| 5  | George Law Curry   |                       | Démocrate             | 1853      | Intérim         |
| 6  | John W. Davis      |                       | Démocrate             | 1853–1854 | Franklin Pierce |
| 7  | George Law Curry   |                       | Démocrate             | 1854–1859 | Franklin Pierce |

## Gouverneurs de l'État de l'Oregon (depuis 1859)
| No | Nom                      | Affiliation politique | Affiliation politique | Mandat                   |
| -- | ------------------------ | --------------------- | --------------------- | ------------------------ |
| 1  | John Whiteaker           |                       | Démocrate             | 1859–1862                |
| 2  | A. C. Gibbs              |                       | Républicain           | 1862–1866                |
| 3  | George L. Woods          |                       | Républicain           | 1866–1870                |
| 4  | La Fayette Grover        |                       | Démocrate             | 1870–1877                |
| 5  | Stephen F. Chadwick      |                       | Démocrate             | 1877–1878                |
| 6  | W. W. Thayer             |                       | Démocrate             | 1878–1882                |
| 7  | Z. F. Moody              |                       | Républicain           | 1882–1887                |
| 8  | Sylvester Pennoyer       |                       | Démocrate             | 1887–1895                |
| 8  | Sylvester Pennoyer       | Populiste             |                       | 1887–1895                |
| 9  | William Paine Lord       |                       | Républicain           | 1895–1899                |
| 10 | T. T. Geer               |                       | Républicain           | 1899–1903                |
| 11 | George Earle Chamberlain |                       | Démocrate             | 1903–1909                |
| 12 | Frank W. Benson          |                       | Républicain           | 1909–1910                |
| 13 | Jay Bowerman             |                       | Républicain           | 1910–1911                |
| 14 | Oswald West              |                       | Démocrate             | 1911–1915                |
| 15 | James Withycombe         |                       | Républicain           | 1915–1919                |
| 16 | Ben W. Olcott            |                       | Républicain           | 1919–1923                |
| 17 | Walter M. Pierce         |                       | Démocrate             | 1923–1927                |
| 18 | I. L. Patterson          |                       | Républicain           | 1927–1929                |
| 19 | A. W. Norblad            |                       | Républicain           | 1929–1931                |
| 20 | Julius L. Meier          |                       | Indépendant           | 1931–1935                |
| 21 | Charles H. Martin        |                       | Démocrate             | 1935–1939                |
| 22 | Charles A. Sprague       |                       | Républicain           | 1939–1943                |
| 23 | Earl Snell               |                       | Républicain           | 1943–1947                |
| 24 | John H. Hall             |                       | Républicain           | 1947–1949                |
| 25 | Douglas McKay            |                       | Républicain           | 1949–1952                |
| 26 | Paul L. Patterson        |                       | Républicain           | 1952–1956                |
| 27 | Elmo Smith               |                       | Républicain           | 1956–1957                |
| 28 | Robert D. Holmes         |                       | Démocrate             | 1957–1959                |
| 29 | Mark Hatfield            |                       | Républicain           | 1959–1967                |
| 30 | Tom McCall               |                       | Républicain           | 1967–1975                |
| 31 | Robert W. Straub         |                       | Démocrate             | 1975–1979                |
| 32 | Victor G. Atiyeh         |                       | Républicain           | 1979–1987                |
| 33 | Neil Goldschmidt         |                       | Démocrate             | 1987–1991                |
| 34 | Barbara Roberts          |                       | Démocrate             | 1991–1995                |
| 35 | John Kitzhaber           |                       | Démocrate             | 1995–2003                |
| 36 | Ted Kulongoski           |                       | Démocrate             | 2003–2011                |
| 37 | John Kitzhaber           |                       | Démocrate             | 2011-2015                |
| 38 | Kate Brown               |                       | Démocrate             | 2015-2023                |
| 39 | Tina Kotek               |                       | Démocrate             | Depuis le 9 janvier 2023 |